# حارة القاع (ذمار)
حارة القاع هي إحدى حارات مدينة ذمار التابعة لمحافظة ذمار، بلغ تعداد سكانها 1,004 نسمة حسب تعداد اليمن لعام 2004.